# Фанзин Инфинитум
Инфинитум јесте фанзин за уметност, културу и друштвена питања који објављује Prozaonline.
Први број листа је објављен у фебруару 2018. године.

## Периодичност
Инфинитум излази повремено, и до сада су објављено двадесет и седам бројева фанзина.
Фанзин се објављује у штампаном облику док се укупни тираж креће до 50 примерака по броју.

## Уредници
- Зоран Илић, главни и одговорни уредник,
- Живко Ивковић, уредник.

## Стални сарадници
- Милан Б. Поповић, песник и рок критичар из Београда
- Миљан Ристић, књижевник из Неготина
- Милан Ђорђевић, професор филозофије књижевник из Србобрана